# Estádio Ramón Sánchez Pizjuán
O Estádio Ramón Sánchez Pizjuán, é um estádio de futebol localizado na cidade de Sevilla na Espanha. Pertence ao Sevilla Fútbol Club.

## História
O presidente do Sevilla, Ramón Sánchez Pizjuán, comprou em 1937 os terrenos sobre qual se edificaria o novo estádio. Em 1954 se realizou um concurso de projetos para construção do estádio, que foi ganho por Manuel Muñoz Monasterio, o mesmo arquiteto que desenhou o Estádio Santiago Bernabéu. Depois da morte de Sánchez Pizjuán, seu sucessor, Ramón de Carranza, começando a obra do estádio em 2 de dezembro de 1956.
Foi inaugurado em 7 de setembro de 1958 com um partida amistosa entre o Sevilla e o Real Jaén, que acabou com empate de 3 gols pra cada. A primera partida oficial disputada no estádio foi um Sevilla X Real Betis correspondente a 2ª rodada da temporada 58/59 da Primera Divisão, e que acabou com uma vitória visitante por 4-2.
Em 7 de maio de 1986 aconteceu a final da 31ª edição da Liga dos Campeões da UEFA, onde se enfrentaram o FC Barcelona e e Steaua Bucareste, com vitória do clube romeno nos pénaltis.

## Dados do Estádio
- Arquiteto: Manuel Muñoz Monasterio
- Inauguração: 7 de setembro de 1958
- Capacidade: 42.714 pessoas
- Dimensões: 105 x 70 metros

## Principais partidas

### Copa do Mundo de 1982
| Data        | Fase      | 1ª seleção         | Placar                                              | 2ª seleção      | Público |
| ----------- | --------- | ------------------ | --------------------------------------------------- | --------------- | ------- |
| 14 de junho | Grupo F   | Brasil             | 2 – 1                                               | União Soviética | 68,000  |
| 8 de julho  | Semifinal | Alemanha Ocidental | 5 – 4 Pênaltis 2 – 2 Prorrogação 1 – 1 Tempo Normal | França          | 63,000  |

## Liga dos Campeões da UEFA de 1985–86
| Data              | Fase  | 1º clube         | Placar                            | 2º clube  | Público |
| ----------------- | ----- | ---------------- | --------------------------------- | --------- | ------- |
| 7 de maio de 1986 | Final | Steaua București | 2 – 0 Pênaltis 0 – 0 Tempo Normal | Barcelona | 70,000  |